# Rumania en la Copa Mundial de Fútbol de 1934
Rumania fue una de las 16 selecciones participantes de la Copa Mundial de Fútbol de Italia 1934, la cual fue su segunda participación mundialista.

## Clasificación

### Grupo 6
| Pos. | País       | J | G | E | P | GF | GC | Pts |
| ---- | ---------- | - | - | - | - | -- | -- | --- |
| 1    | Rumania    | 2 | 1 | 1 | 0 | 4  | 3  | 3   |
| 2    | Suiza      | 2 | 0 | 2 | 0 | 4  | 4  | 2   |
| 3    | Yugoslavia | 2 | 0 | 1 | 1 | 3  | 4  | 1   |

| 29-10-1933 | Suiza                                   | 2–2     | Rumania              | Wankdorf Stadion, Berna, Suiza                            |                                                           |
| | Hufschmid 75' · Hochstrasser 80' (pen.) | Reporte | Sepi 18' · Dobay 67' | Asistencia: 15,000 espectadores Árbitro(s): Hans Boekmann | Asistencia: 15,000 espectadores Árbitro(s): Hans Boekmann |
| FIFA reporta un empate 2–2. De acuerdo con algunas fuentes de la FIFA después el partido fue acreditado por victoria de 2–0 para Suiza como resultado de que Rumania puso al jugador inelegible Iuliu Baratky. |                                         |         |                      |                                                           |                                                           |

| 29-4-1934 | Rumania                  | 2–1     | Yugoslavia | Stadionul ONEF, Bucarest, Rumania                         |                                                           |
|           | Schwartz 38' · Dobay 74' | Reporte | Kragić 71' | Asistencia: 20,000 espectadores Árbitro(s): John Langenus | Asistencia: 20,000 espectadores Árbitro(s): John Langenus |

## Jugadores
Estos fueron los 22 jugadores convocados por Rumania para el torneo:

## Resultados
Rumania fue eliminada en la primera ronda.
| 27 de mayo de 1934 | Checoslovaquia        | 2-1     | Rumania   | Stadio Littorio, Trieste                                |                                                         |
|                    | Puč 50' · Nejedlý 67' | Reporte | Dobay 11' | Asistencia: 9000 espectadores Árbitro(s): John Langenus | Asistencia: 9000 espectadores Árbitro(s): John Langenus |